# Muxía
Muxía és un municipi de la província de la Corunya a Galícia. Pertany a la Comarca de Fisterra.

## Demografia
| 1991 | 1996 | 2001 | 2004 |
| ---- | ---- | ---- | ---- |
| 6725 | 6634 | 6040 | 5899 |

## Parròquies
| - Bardullas (San Xoán) - Caberta (San Fins) - Coucieiro (San Pedro) - Frixe (Santa Locacia) - Leis de Nemancos (San Pedro) - Moraime (San Xulián) - Morquintián (Santa María) | - Muxía (Santa María) - Nemiña (San Cristovo) - Nosa Señora da O (Santa María) - San Martiño de Ozón (San Martiño) - Santiso de Vuiturón (San Tirso) - Touriñán (San Martiño) - Vilastose (San Cibrán) |

## Galeria d'imatges

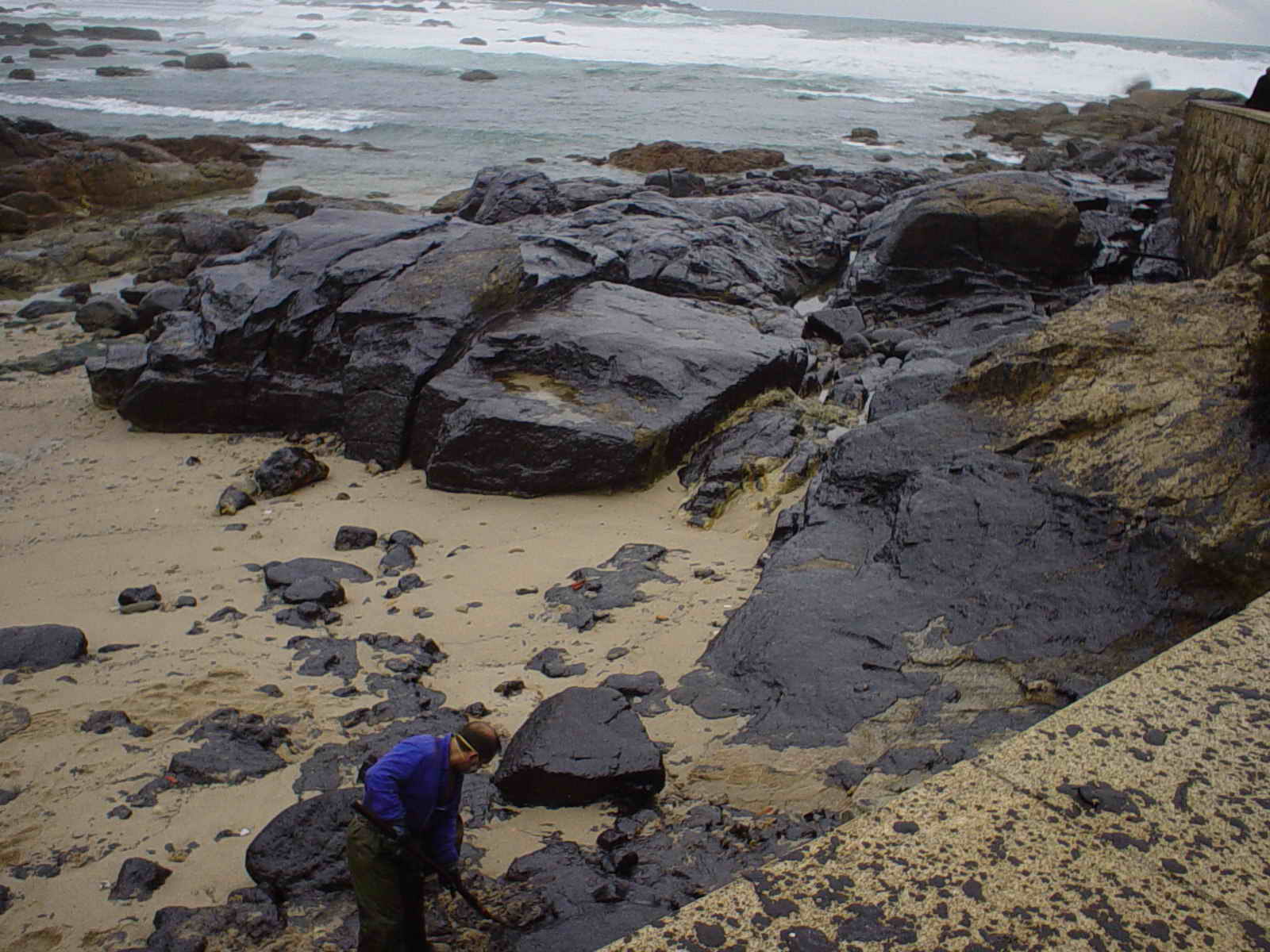
Neteja de les platges de Muxía del chapapote procedent da marea negra del Prestige, 13 de novembre de 2002
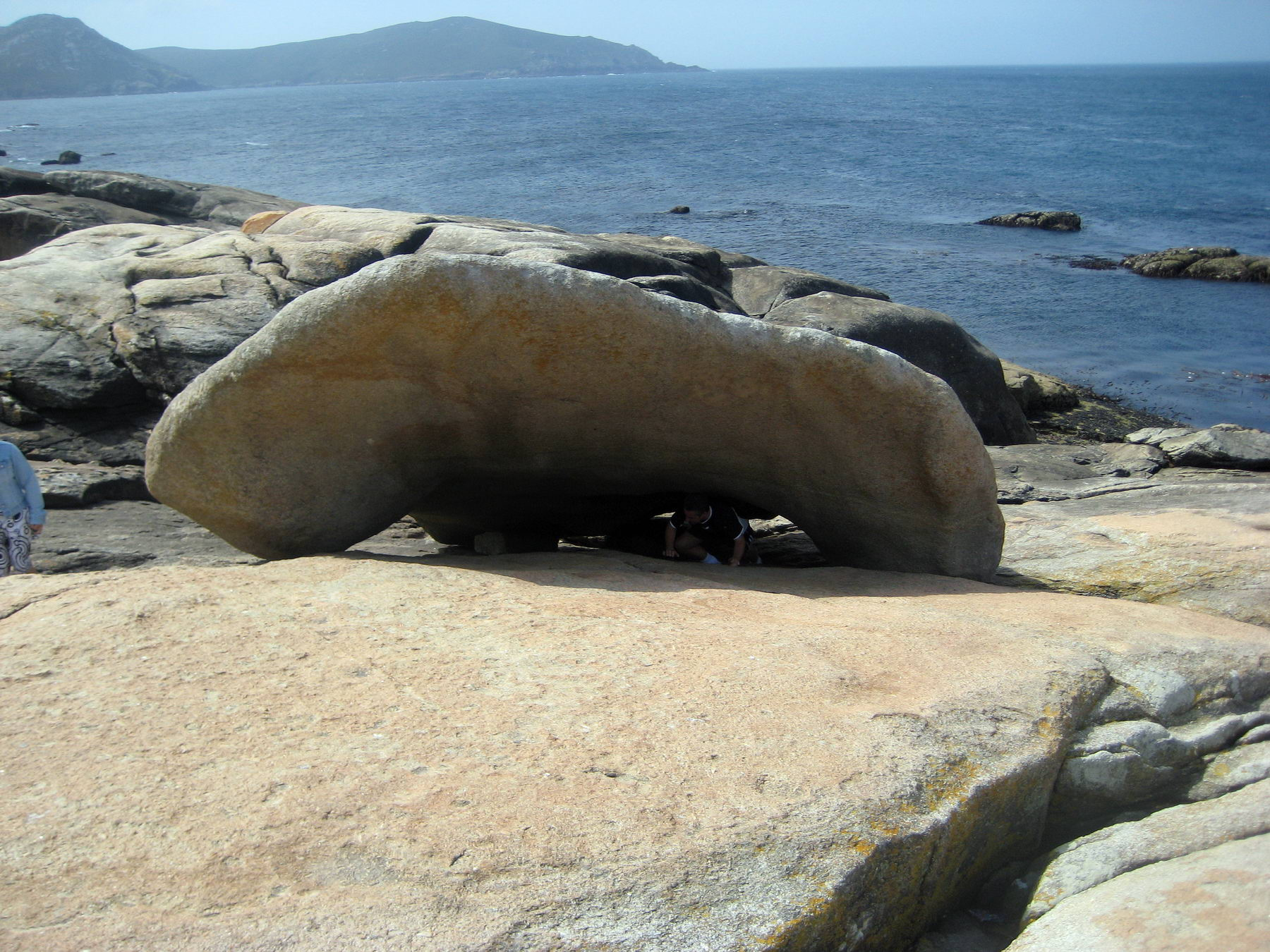
Pedra dos cadrís
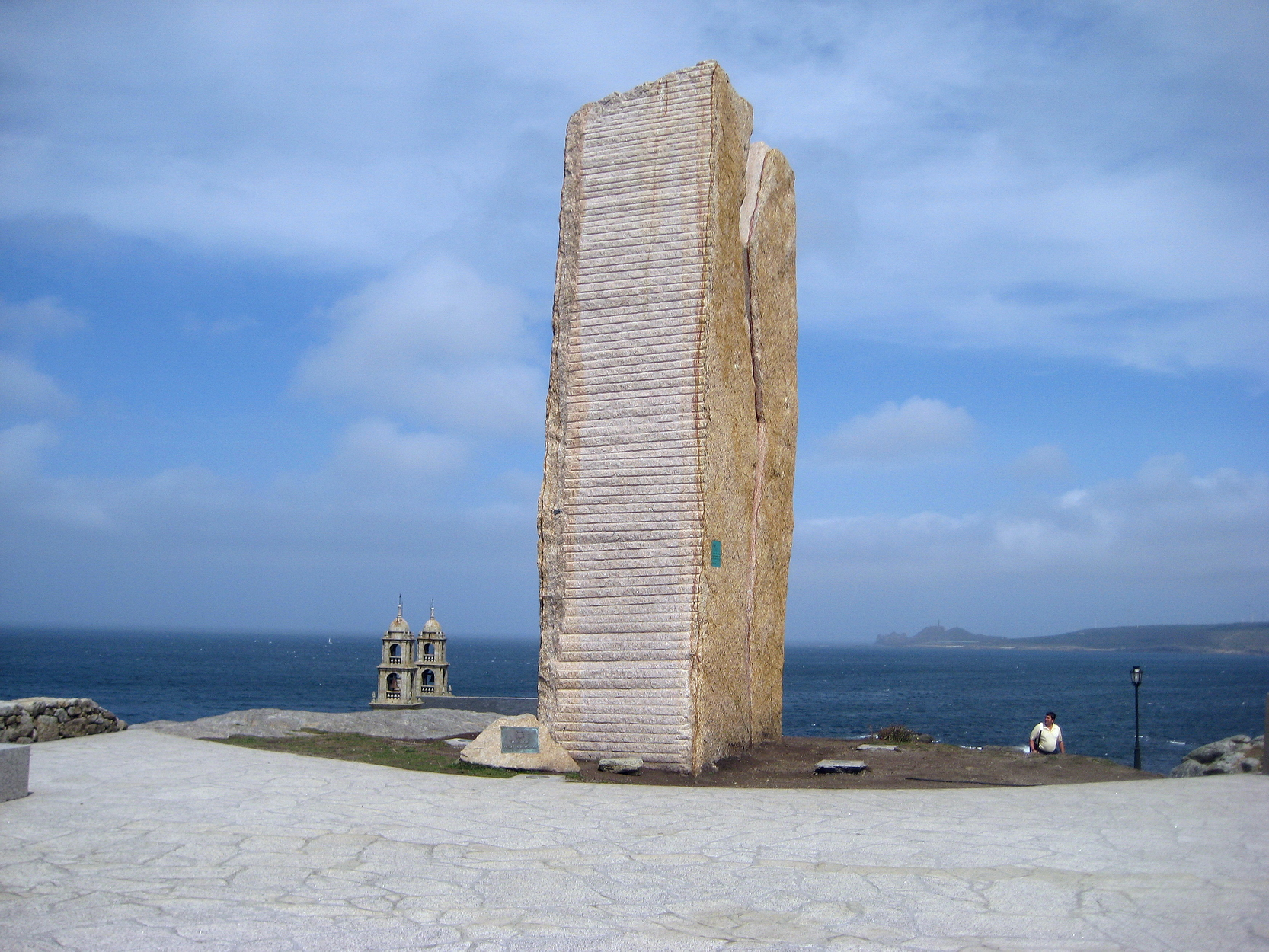
Monument a la desgràcia del Prestige
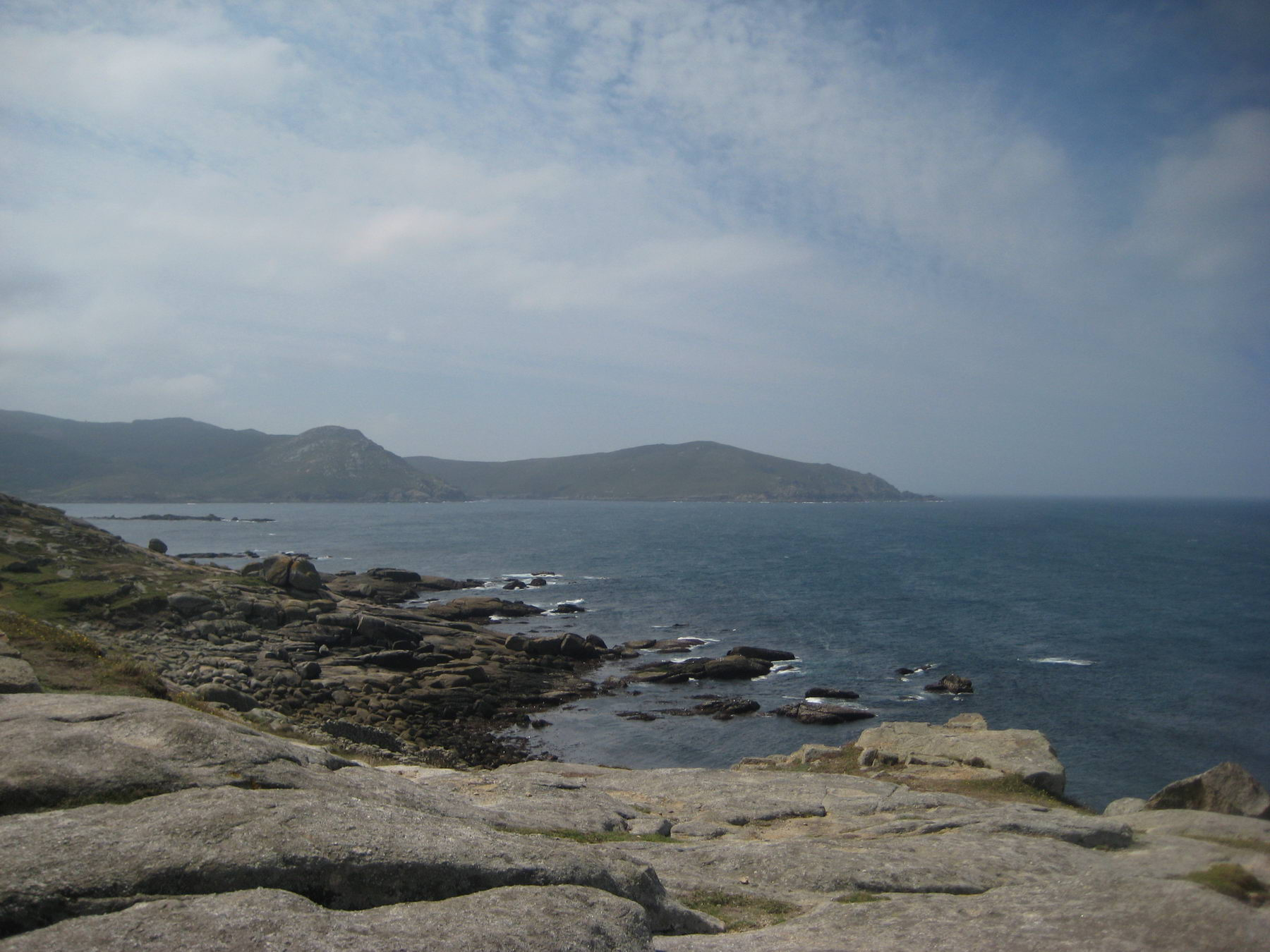
Vista des de Muxía